# История почты и почтовых марок Восточного Тимора
История почты и почтовых марок Восточного Тимора включает развитие почтовой связи в Восточном Тиморе (полная официальная форма названия — Демократическая Республика Восточный Тимор), государстве в Юго-Восточной Азии, расположенном на восточной половине острова Тимор, на островах Атауро и Жаку, а также в эксклаве Окусси (на северо-западной стороне острова в пределах индонезийского Западного Тимора), со столицей в Дили, и условно подразделяется на периоды:
- Португальского Тимора (1586—1975), для которого с 1884 года эмитировались почтовые марки;
- пребывания в составе Индонезии (1975—2002) и
- независимой Демократической Республики Восточный Тимор (с 2002).

С 2003 года независимый Восточный Тимор входит во Всемирный почтовый союз (ВПС). Современной национальной почтовой администрацией является правительственное агентство Correios De Timor-Leste.

## Выпуски почтовых марок

### Португальский Тимор
Первые почтовые марки Португальского Тимора представляли собой надпечатку порт. «Timor» («Тимор») на почтовых марках Макао (Аомыня) и эмитировались в 1884—1885 годах. Среди поступивших для производства надпечатки почтовых марок Макао по случайности оказались почтовые марки Мозамбика и Португальской Индии номиналом в 10 рейсов, которые вышли с такой же надпечаткой.
В 1886—1887 году выпускались почтовые марки португальского колониального типа с названием колонии.
В 1898 году в обращении появилась первая серия коммеморативных марок, посвящённая 400-летию открытия Васко да Гамой морского пути в Индию[≡].
В период с 1898 года по 1938 год в Тиморе выходили только стандартные марки, причём значительное количество с надпечаткой «Republica» («Республика») и нового номинала.
| Марки Португальского Тимора с надпечаткой «Republica» (1910—1911) | Марки Португальского Тимора с надпечаткой «Republica» (1910—1911) | Марки стандартного выпуска «Жница» | Марки стандартного выпуска «Жница» |
| ----------------------------------------------------------------- | ----------------------------------------------------------------- | ---------------------------------- | ---------------------------------- |
|                                                                   |                                                                   |                                    |                                    |
| Серия с портретом Карлуша I. 6 аво                                | То же. Надпечатка нового номинала 15 аво на 300 рейсов            | 2 аво                              | 12 аво                             |

Марки стандартного выпуска 1933 года
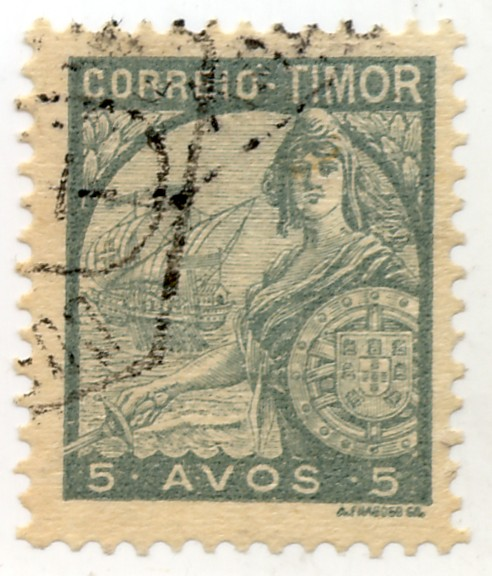
Аллегория Португалии и судно Васки да Гамы «Сан-Габриэль»[англ.]. 5 аво
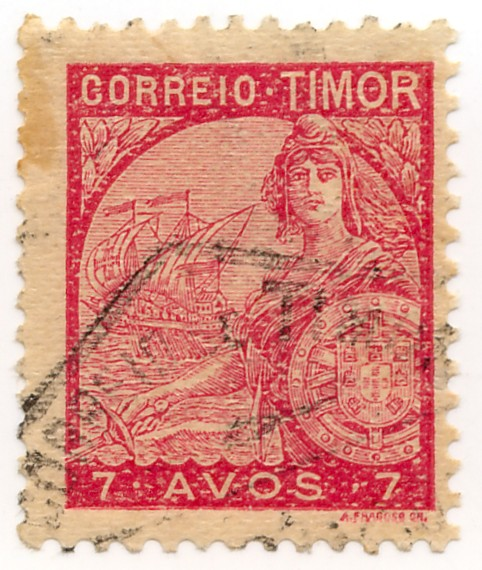
То же. 7 аво

В 1938 году в обращении появилась серия из 17 почтовых марок и 9 авиапочтовых марок[^].
В 1947 году были выпущены почтовые марки 20 номиналов с надпечаткой «Libertação» («Освобождение») на марках выпуска 1938 года. В сентябре того же 1947 года на 11 почтовых и авиапочтовых марках Мозамбика были сделаны надпечатки названия колонии и номинала в местной валюте[^].
В 1948 году вышел выпуск с изображением представителей народностей Тимора и был эмитирован первый (и последний) почтовый блок Португальского Тимора.
В 1950 году была выпущена серия почтовых марок с изображением местных цветов, в 1956 году — с изображением карты Восточного Тимора, в 1961 году — с изображением изделий художественных промыслов. Все выпуски стандартных марок Тимора посвящались местной тематике.
Выпуски памятных марок, как правило, отмечали религиозные праздники, португальские и международные памятные даты. Одна памятная марка, вышедшая в 1969 году, отмечала местную дату — 200-летие основания Дили.
Последняя почтовая марка Португальского Тимора была выпущена в 1973 году.
Всего поступило в почтовое обращение примерно 370 почтовых марок.

### В составе Индонезии
После включения в состав Индонезии в обращении в Тиморе с 1975 года были индонезийские почтовые марки.

### Независимость
Первые почтовые марки независимого Восточного Тимора были выпущены 20 мая 2002 года. Марки были изготовлены почтой Австралии. На этих и последующих марках указывается новое название страны: «Timor-Leste» («Восточный Тимор»).

## Другие виды почтовых марок

### Авиапочтовые
Первыми авиапочтовыми марками Португальского Тимора стали миниатюры из серии 1938 года[≡]. Всемирной выставке в Нью-Йорке в 1939 году была посвящена авиапочтовая коммеморативная марка, которую продавали только на самой выставке. На нескольких авиапочтовых марках Мозамбика в сентябре 1947 года производились надпечатки для использования на Тиморе[≡].

### Газетные
В Португальском Тиморе выпускались газетные марки. Это были почтовые марки Макао с нанесённой в 1892 году надпечаткой «Jornaes Timor» («Газеты. Тимор»).

### Доплатные
В 1904—1952 годах там же эмитировались доплатные марки. Всего было выпущено 36 таких марок.

### Почтово-налоговые и доплатные налоговые
В 1919—1970 годах в обращении в Португальском Тиморе были почтово-налоговые марки, служившие для взыскания дополнительного налогового сбора, которым ежегодно в ноябре-январе облагались все местные почтовые отправления. Всего за указанный период были эмитированы 24 почтово-налоговые и 3 доплатные налоговые марки.

## Оккупационный выпуск
После оккупации Тимора японцами в 1942 году там использовались почтовые марки Японии. В 1943 году командование японских Военно-морских сил выпустило для этой территории почтовые марки. Кроме них, в почтовом обращении были почтовые марки Голландской Ост-Индии с нанесёнными на них разными надпечатками.

## Спекулятивно-фантастические выпуски
В конце 1970-х годов мировой филателистический рынок заполонили марки с рисунками популярной среди коллекционеров тематики, которые якобы были выпущены в Окуси-Амбено. Эти марки выходили в зубцовом и беззубцовом исполнении, а также в виде почтовых блоков. Однако в анклаве Окуси-Амбено в тот период никаких государственных образований не было, работала только индонезийская почтовая администрация, поэтому все эти выпуски носят фантастическо-спекулятивный характер.
Предлагаемые на филателистическом рынке в 1980-е годы якобы новейшие выпуски почтовых марок Тимора самой модной тематики также не являлись почтовыми эмиссиями.